# Kościół św. Józefa Rzemieślnika w Stasikówce
Kościół św. Józefa Rzemieślnika w Stasikówce – murowana świątynia rzymskokatolicka w miejscowości Stasikówka, pełniąca funkcję kościoła parafialnego miejscowej parafii.
Stasikówka należała do parafii w miejscowości Poronin do 20 listopada 2013 roku, tego dnia dekretem Arcybiskupa Stanisława Dziwisza została odłączona od parafii św. Marii Magdaleny w Poroninie. Stasikówka jest rektoratem o prawach parafii. 
Kościół w Stasikówce był budowany w latach 1988-1992, dzięki pomocy finansowej parafian, polonii amerykańskiej i głównego wykonawcy Józefa Pawlikowskiego Bulcyka kościół powstał w 4 lata.
Kościół został poświęcony 29 sierpnia 1992 roku przez Franciszka Macharskiego.
W lutym 2025 roku zostały rozpoczęte prace ociepleniowe i modernizacyjne kościoła, zostanie przebudowane wnętrze i dekoracje wnętrza.

## Obrazy

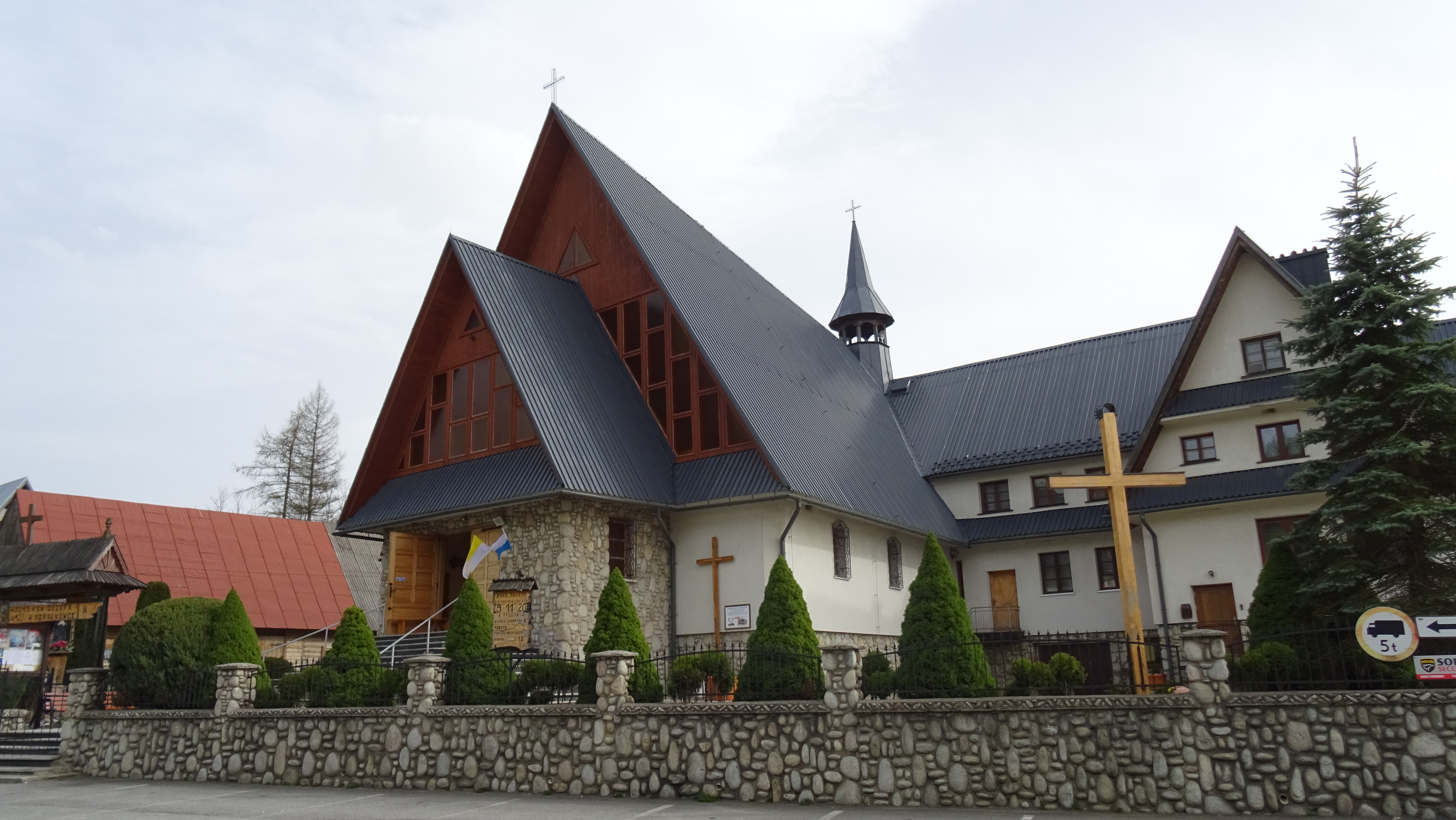
Świątynia z zewnątrz.
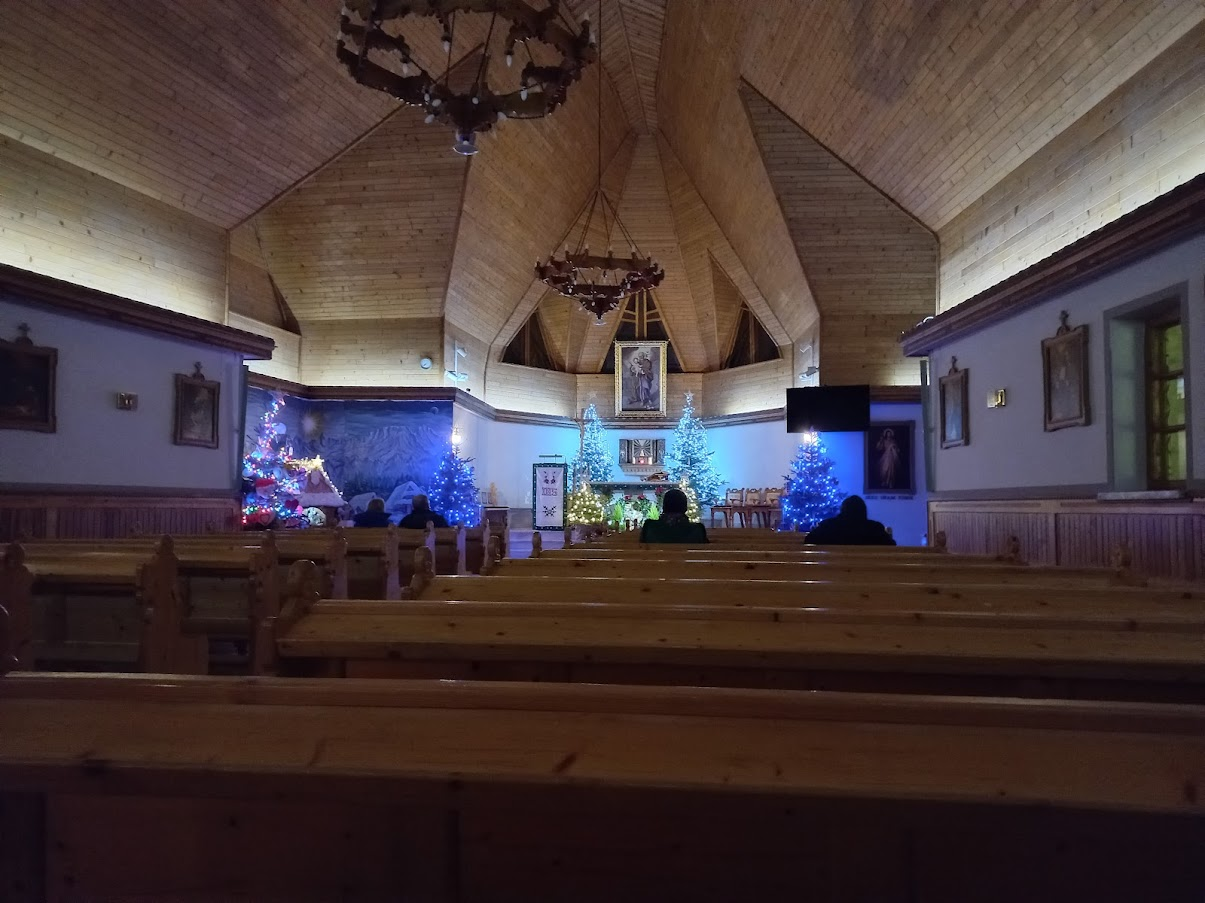
Wnętrze kościoła (2023)